# Sojwa

La insignia de rango del Sojwa.

Sojwa (소좌; "Comandante bajo") es un rango militar de Corea del Norte, que es equivalente a un mayor.